# Tempel der Weißen Pagoden in Wuwei
Der Tempel der Weißen Pagoden (chinesisch 白塔寺, Pinyin Báitǎ sì bzw. 凉州白塔寺,  Liángzhōu Báitǎ sì – „Tempel der Weißen Pagoden von Liangzhou“) ist ein buddhistischer Tempel in Wuwei in der nordwestchinesischen Provinz Gansu. Er liegt im Dorf Baita der Großgemeinde Wunan, ca. 20 km südöstlich von Wuwei auf einer Höhe von 1500 m. Er ist berühmt für seine 108 weißen Pagoden. 
Im Jahr 1247 traf hier der tibetische religiöse Führer der Sakyapa-Sekte Sagya Pandit Gonggar Gyamcan den mongolischen Prinzen Godan Khan (Gotan, Go Tan usw.) und führte Gespräche über die tibetische Unterwerfung unter die Herrschaft der Mongolen (Liangzhou huitan 凉州会谈 "Liangzhou-Gespräch") und handelte die Bedingungen für eine Eingliederung Tibets ins mongolische Reich aus.
Die Stätte des Tempels der Weißen Pagoden (Baita si yizhi 白塔寺遗址) steht seit 2001 auf der Liste der Denkmäler der Volksrepublik China (5-125).